# Monument à Éverard t'Serclaes

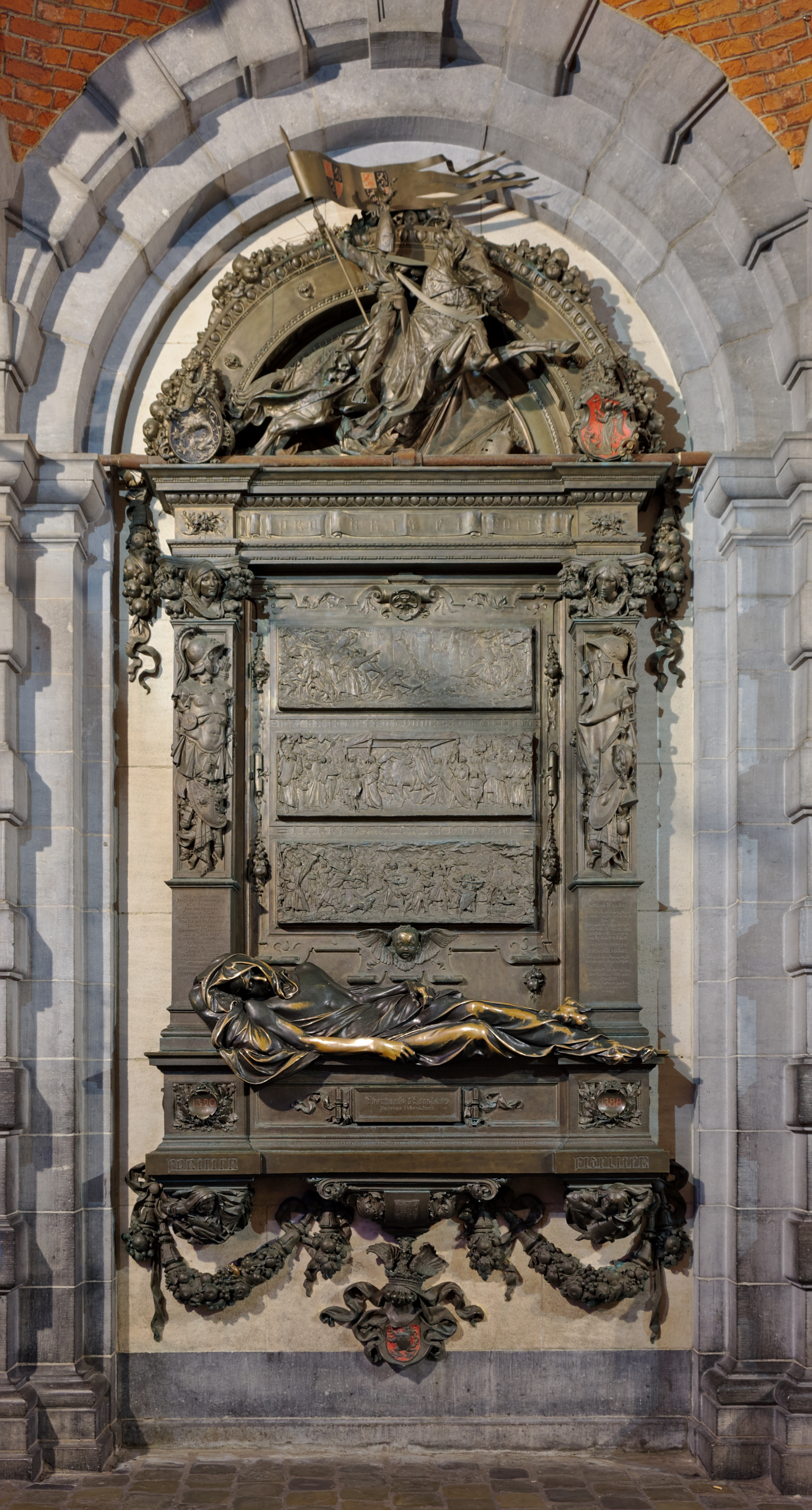
Julien Dillens, Monument à Éverard t'Serclaes, 1902, Bruxelles, Grand-Place.

Le Monument à Éverard t'Serclaes est un bas-relief en laiton de Julien Dillens de 1902. Il se trouve à Bruxelles, dans la galerie passant sous la Maison de l'Étoile, au coin de la rue Charles Buls et de la Grand-Place, un emplacement approprié, puisque c'est dans cette maison que t' Serclaes décéda de ses blessures en 1388. Le monument évoque la libération de la ville par Éverard t'Serclaes. L'œuvre est classée depuis 2002.

## Description
Le monument, dont le style s'inspire de la Renaissance italienne, est formé de deux pilastres soutenant un tympan semi-circulaire d'où surgit un chevalier portant l'étendard du Brabant. En dessous, on peut lire l'inscription latine « Pro aris et focis » (« Pour nos autels et nos foyers »).  
Entre les pilastres se trouvent trois bas-reliefs superposés. Du haut vers le bas, ils représentent trois épisodes de l'histoire de Bruxelles. Le premier représente la reprise par t'Serclaes en 1356, de Bruxelles occupée par les troupes du comte de Flandre, Louis de Male. Sous le relief figure une inscription en néerlandais « Met hand en tand voor stad en land ». Le deuxième figure la rentrée solennelle de la duchesse Jeanne et du duc Wenceslas à Bruxelles après cet épisode. En dessous figure le cri de guerre des ducs de Brabant : « Le Brabant au riche duc ». Le troisième rappelle la destruction du château de Gaesbeek par les Bruxellois en 1388 pour venger le meurtre de t'Serclaes par le seigneur de Gaesbeek, Sweder d'Abcoude. Ce dernier bas-relief comporte un détail pittoresque dans le coin inférieur droit : une femme retirant une volaille d'un panier, discrète allusion au sobriquet des Bruxellois, « Kieke(n)vreters » — mieux connu par ailleurs sous sa forme Kieke(n)fretters en dialecte bruxellois —, c'est-à-dire « mangeurs de poulets ». L'allusion est plus explicite sur les culots des pilastres : sur celui de gauche, un marmiton tient un poulet mis sur une broche ; sur celui de droite, un joyeux luron tient une chope sur laquelle est écrit le mot « kiekevreters ». Sous ces bas-reliefs, le sculpteur a figuré le gisant de t'Serclaes mutilé et mourant, entouré d'un linceul. Sous le gisant figure une inscription latine en écriture gothique : « Eberhardo t'Serclaes Patriae liberatori », encadrée par deux dates : « 1320 » et « 1388 », respectivement la date présumée de sa naissance et celle de son décès, et en dessous les deux mots « Fortiter » et « Fideliter », qui forment la devise des t'Serclaes. Sur les pilastres figurent deux inscriptions bilingues. Celle du pilastre de gauche rappelle la décision prise en 1898 par les autorités communales d'édifier le monument ; celle du pilastre de droite les deux faits saillants de son existence, figurés sur le premier et le troisième bas-relief.

## La maquette

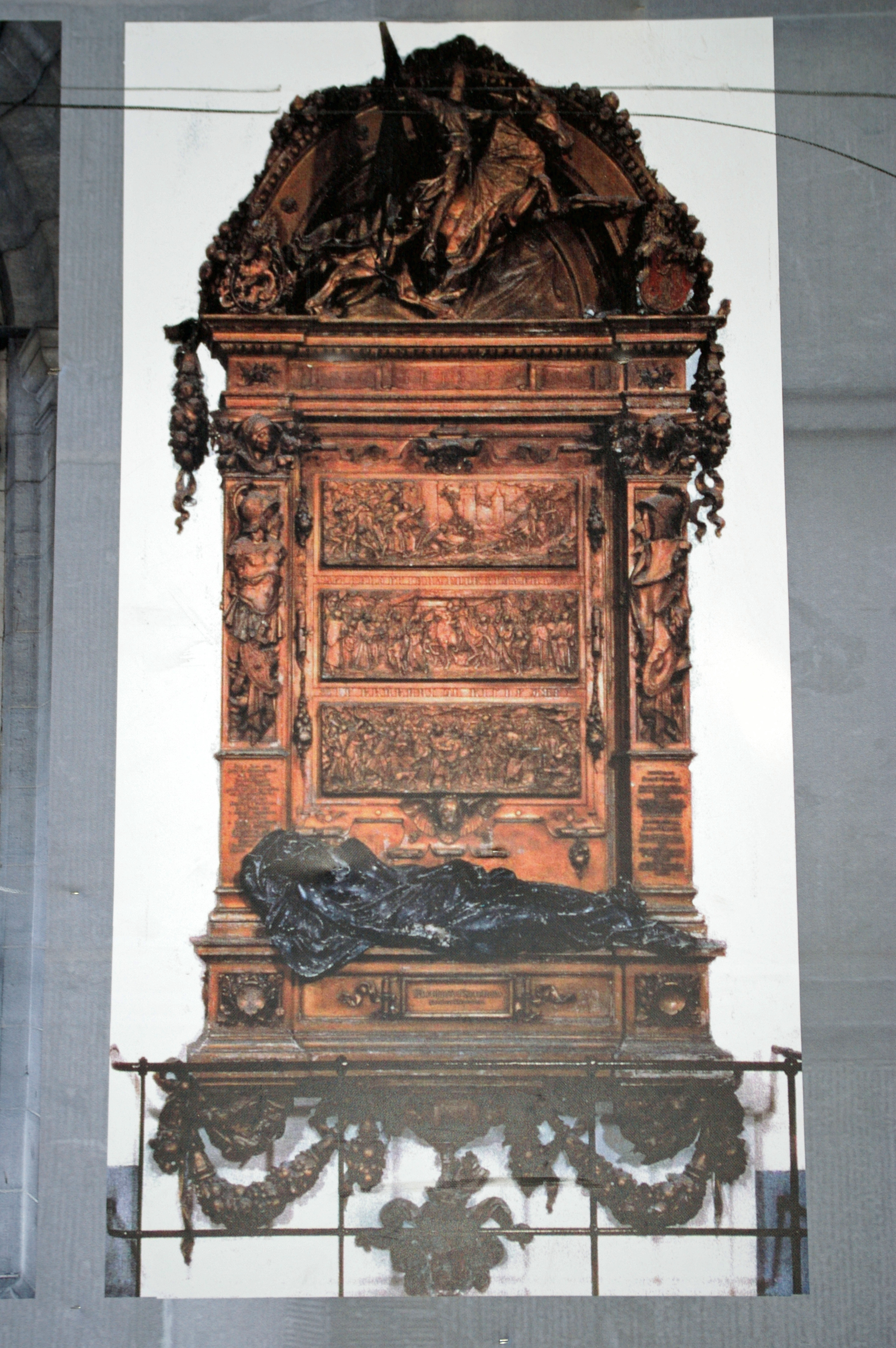
Maquette en plâtre du monument par Julien Dillens, Bruxelles, lycée Dachsbeck, rue de Rollebeek 22.

Cette maquette est un témoin exceptionnel qui permet de comprendre les qualités sculpturales et chromatiques de l'œuvre telle qu'elle apparaissait lors de son inauguration et que la décrit un journal de l'époque : « La figure de t'Serclaes, lugubre et poignante, contraste, en sa désespérance, sur le fond vif et animé de l'ensemble ».

## Polémique
En 1902, l'archiviste de la Ville de Bruxelles, Jean Van Malderghem, écrit sous un pseudonyme un article très critique à l'égard de Dillens. Il lui reproche notamment d'avoir choisi le style de la Renaissance italienne plutôt que le style gothique et d'avoir attribué à Éverard t'Serclaes des armoiries anachroniques, celles des t'Serclaes n'apparaissant, selon lui, qu'au XVe siècle. En outre,  t'Serclaes n'aurait pas eu comme devise « Fortiter Fideliter » et les tours de Sainte-Gudule n'auraient pas leur place sur le monument, car elles ne furent terminées qu'au XVe siècle. L'inscription « Kiekefretters » (sic) serait elle aussi anachronique, Van Malderghem doutant que ce sobriquet ait déjà existé au XIVe siècle. Il fait enfin remarquer qu'une des inscriptions en néerlandais comporte une faute d'orthographe : « gemeentecaad » au lieu de « gemeenteraad » (conseil communal). Cet article aurait peut-être été dicté par le dépit de Van Malderghem de ne pas avoir été consulté à propos de l'élaboration du monument.

## La légende
D'innombrables touristes passant par la Grand-Place de Bruxelles s'arrêtent pour frotter le bras, le genou du gisant de 't Serclaes, ou encore le chien à ses pieds. La légende voudrait que l'on puisse alors faire un vœu ou que l'on est ainsi assuré de revenir à Bruxelles. Loin d'être une coutume ancienne, cette pratique est relativement récente. Plusieurs hypothèses ont été avancées à propos de son apparition : soit que les Bruxellois, privés de manifestations patriotiques par l'occupant allemand pendant la Première Guerre mondiale, auraient pris l'habitude de caresser la main du héros pour lui demander protection ou témoigner leur respect, soit qu'un commerçant du marché aux oiseaux de la Grand-Place serait à l'origine de la légende pendant l'entre-deux-guerres.  Quoi qu'il en soit, le succès auprès des touristes fut tel que le métal de la statue fut troué par le frottement répété et qu'il fallut la restaurer.

## Restaurations

### La restauration de 2008
La corrosion du laiton et l'usure de la surface, due en partie aux frottements des touristes ont finalement rendu nécessaire une restauration qui fut menée en 2008. La polychromie du monument a évolué avec le temps : les parties actuellement les plus foncées étaient dorées et le gisant était noir, comme l'avait conçu Julien Dillens à l'origine, ainsi que l'atteste la maquette du monument.
Avant les années 1970, les passants ne touchaient de la main que quelques endroits du bas-relief, mais depuis lors l'habitude a été prise de caresser la statue de t'Serclaes de la tête aux pieds, ce qui a fortement augmenté l'usure du métal.

### La restauration entreprise en 2011
La statue a été démontée une nouvelle fois le 18 octobre 2011 pour une rénovation en profondeur qui devait durer trois ans. Cette opération a été confiée à l'Institut royal du patrimoine artistique (IRPA). Une copie en résine a pris sa place
En novembre 2013, l'échevin de l’Urbanisme annonçait que la statue pourrait être remplacée par une copie, dont l'installation était prévue pour fin 2014. En 2015, le monument n'a pas encore retrouvé sa place. En mars 2015, la Commission royale des Monuments et des Sites de la Région de Bruxelles-Capitale a émis un avis favorable sous réserve concernant la restauration de l'œuvre originale et son déplacement vers la salle ogivale de l'hôtel de ville, la restauration de la maquette en plâtre et son déplacement vers la même salle ogivale et la réalisation d'une copie en laiton du monument sur base de la maquette et son installation sous le portique de la maison L'Étoile. La Commission relève que les touristes continueront à frotter le gisant et qu'il conviendrait donc de prévoir le renouvellement de sa patine noire.